# Denis Pigott
Denis Pigott (* 15. Oktober 1946) ist ein ehemaliger australischer Vielseitigkeitsreiter.

## Erfolge
Er nahm an den Olympischen Spielen 1976 in Montreal mit seinem Pferd Hillstead in zwei Wettkämpfen teil. In der Einzelkonkurrenz belegte er mit 246,51 Punkten den 20. Platz. Wesentlich erfolgreicher verlief der Mannschaftswettbewerb, in dem Pigott zusammen mit Mervyn Bennett, Wayne Roycroft und Bill Roycroft den dritten Platz belegte. Sie sicherten sich mit 599,54 Punkten hinter den Vereinigten Staaten und Deutschland die Bronzemedaille.